# Maite Cáceres
Maite Cáceres (Maldonado, 6 augustus 2002) is een Uruguayaans autocoureur. Haar broer Juan Cáceres is eveneens autocoureur.

## Carrière

### Formule 4
In 2021 maakte Cáceres haar debuut in het formuleracing in het Uruguayaanse Formule 4-kampioenschap. Met 45 punten werd zij negende in de eindstand.
In 2022 kwam Cáceres uit in het Amerikaanse Formule 4-kampioenschap voor het team International Motorsport. Na drie raceweekenden, waarin haar beste resultaat een twaalfde plaats op Road America was, verliet het team de klasse. In het laatste weekend op het Circuit of the Americas keerde zij terug in het kampioenschap bij het team Future Star Racing. Zij eindigde puntloos op plaats 33 in het klassement. Daarnaast reed zij voor International in de laatste drie raceweekenden van de USF Juniors. Twee elfde plaatsen op Road America en het Circuit of the Americas waren haar beste resultaten en zij eindigde met 45 punten op plaats 21 in het kampioenschap.
In 2023 begon Cáceres het seizoen in de Formula Winter Series bij Campos Racing. Zij reed in twee van de vier weekenden, met een achtste plaats op het Circuit de Barcelona-Catalunya als beste race-uitslag. Met 9 punten werd zij vijftiende in de eindstand.

### F1 Academy
In 2023 stapte Cáceres over naar de F1 Academy, een nieuwe klasse voor vrouwen die door de Formule 1 wordt georganiseerd, waarin zij voor Campos reed.